# ماري جين وارد
ماري جين وارد (بالإنجليزية: Mary Jane Ward)‏ هي كاتِبة أمريكية، ولدت في 27 أغسطس 1905 في فيرمونت في الولايات المتحدة، وتوفيت في 17 فبراير 1981 في توسان في الولايات المتحدة.